# Masonska žalna glasba
Wolfgang Amadeus Mozart: Masonska žalna glasba (nemško Maurerische Trauermusik), KV 477  (julij 1785)
Mozart je za brate prostozidarje napisal kakih dvajset skladb, ki jih sicer še danes izvajajo pri svojih obredih, v mnogih kompozicijah je upošteval prostozidarsko številsko simboliko, najbolj znani mojstrovini, ki jima je botrovala njegova prostozidarska vnema, pa sta opera Čarobna piščal in Masonska žalna glasba. Slednja je bila namenjena za žalno slovesnost ob smrti dveh sobratov. 
Ta kratka skladba (le 69 taktov) je eno najbolj poglobljenih in najskrivnostnejših Mozartovih del. Prvi del je zaupan obilni pihalni sekciji (pihala so bila med vsemi instrumenti najljubša prostozidarskemu obredju). V začetku nastopi brez podpore godal, pozneje pa se razvije med obema sekcijama bolesten dialog. Osrednji del skladbe je melodija gregorijanskega korala »Incipit lamentatio Iaeremiae prophetae«. Tudi to izvajajo pihala, godala pa jih dopolnjujejo z gibkim kontrapunktom, sestavljenim iz figur, ki izvirajo iz protestantskega korala. Ob koncu koralne sekcije se v godalih ponovno oglasijo bolestne figure iz prvega dela. Mozart je v Masonski žalni glasbi tudi z velikimi, skoraj romantičnimi dinamičnimi razponi zajel občutje žalosti in obupa zaradi človekove minljivosti. 